# Gene Gauntier
Gene Gauntier (17 de mayo de 1885 – 18 de diciembre de 1966) fue una notable escritora, guionista y actriz estadounidense, y una de las pioneras de la industria cinematográfica, trabajando en el cine desde 1906 a 1920. Como guionista participó en varias decenas de filmes. Actuó en 82 títulos, y está acreditada como la directora de The Grandmother (1909). 

## Biografía
Su verdadero nombre era Genevieve Liggett, y nació en Kansas City (Misuri). Empezó su carrera en Nueva York, donde empezó actuando en el teatro con el nombre de "Gene Gauntier," alternando el trabajo teatral con la interpretación en el cine. 

### La Kalem Company
En el verano de 1906, Gene empezó a trabajar para Kalem Company, interpretando títulos del cine mudo. Gauntier fue la actriz principal de Kalem, llamada por el estudio la "Kalem Girl," siendo también su guionista más productiva, colaborando con el director Sidney Olcott en numerosos proyectos. 

### Guiones y copyright
Tom Sawyer fue el primero de los más de  trescientos guiones que Gene Gauntier escribió y produjo o vendió. En 1907 elaboró el guion de The Days of '61, el primer film rodado acerca de la Guerra de Secesión. Ese mismo año también intervino como actriz y guionista en el primer Ben-Hur de la historia del cine.    
En esa época no había legislación sobre copyright que protegiera a los autores, y ella describió en su autobiografía cómo la industria cinematográfica infringía todo ello. Como resultado de la producción de Ben-Hur, HarperCollins y los herederos del autor de la novela, Lewis Wallace, se querellaron contra Kalem Company, Motion Picture Patents Company, y contra Gauntier aduciendo infracción de derecho de autor. La demanda, que finalmente afirmó el derecho al copyright en Estados Unidos, tardó varios años en ser fallada a favor de Harpers and Wallace. 
Entre sus trabajos como actriz y guionista destaca su participación en el film de 1912 From the Manger to the Cross, un film seleccionado para ser preservado en el National Film Registry de los Estados Unidos.

### Vida personal y últimos años
En 1912 Gene Gauntier se casó con el actor Jack J. Clark, del cual se divorció en 1918. En 1920, a los 35 años de edad, Gauntier abandonó el mundo del espectáculo. 
Gauntier viajaba con frecuencia a Europa, pues su hermana Marguerite, que era cantante de ópera, ensayaba y actuaba en Alemania. Tras dejar el cine fue a vivir a Europa, permaneciendo varios años mientras escribía su autobiografía, Blazing the Trail. El trabajo se publicó en 1928–29 en la revista estadounidense Woman's Home Companion, y el manuscrito se expone en la Film Library del Museo de Arte Moderno de Nueva York. Gauntier también escribió dos novelas, Cabbages and Harlequins en 1929 y Sporting Lady en 1933.
Gene Gauntier falleció en 1966 en Cuernavaca, México.